# Métro de Cincinnati
Le métro de Cincinnati est un projet de réseau métropolitain dans la ville de Cincinnati, dans l'État de l'Ohio, aux États-Unis, qui a été partiellement construit dans les années 1920 mais n'a jamais été utilisé. Le réseau, composé d'un ensemble de tunnels souterrains et de stations désaffectés sous la ville, constitue à ce jour le plus grand réseau de métro abandonné des États-Unis.

## Histoire
Dans le premier quart du XXe siècle, le métro était pensé pour désengorger le centre-ville. Un budget de 6 millions de dollars est alloué au projet, mais la Première Guerre mondiale force l'arrêt du projet. L'inflation après-guerre double le prix de la construction, qui n'est donc pas finie avec le budget alloué. Des problèmes politiques, la Grande Dépression, la Seconde Guerre mondiale, et la démocratisation de l'automobile font finalement échouer le projet. Aujourd'hui, de nombreux habitants de Cincinnati ignorent l'existence de nombreux tunnels sous leurs pieds.

### Contexte
De 1825 à 1920, le canal Miami-Érié séparait les zones résidentielles des quartiers d'affaires,. Le canal était utilisé pour transporter des marchandises et des personnes entre les Grands Lacs et la rivière Ohio jusqu'au Mississippi, avant que le chemin de fer ne le fasse tomber en désuétude:17. Le canal n'est plus rentable à partir de 1856, et est abandonné par la ville en 1877,. Le 15 septembre 1883, un magazine de Cincinnati appelé The Graphic propose l'utilisation d'un métro dans le lit du canal, et le passage des autres véhicules au-dessus de celui-ci:18.
En 1888, Cincinnati commence à adopter des tramways électriques comme transport public:18. À cette époque, Cincinnati est l'une des sept plus grosses villes américaines, avec une croissance comparable à celle de New York ou Chicago. Les tramways étaient lents, et devaient partager la rue avec les voitures à cheval et les piétons, ce qui provoquait des accidents quotidiens:19. Les trajets entre le centre-ville et la banlieue pouvaient prendre 45 minutes à 1 heure :46.

### Genèse du projet
En 1910, Henry Thomas Hunt propose des plans pour un nouveau moyen de transport rapide:35. L'année suivante, le conseil municipal convainc l'état d'Ohio de céder une partie du canal pour l'utiliser comme métro et boulevard:35. La ville demande à des experts ayant déjà travaillé à Boston et Chicago les meilleures options pour la construction. Les plans choisis passent par le centre-ville, les quartiers de St. Bernard, Norwood, et les banlieues de Oakley et Hyde Park:36. Dans le centre-ville, le métro est prévu pour être enterré, et à l'air libre pour la banlieue.
En 1916, le conseil municipal lance un emprunt de 6 millions de dollars au taux d'intérêt de 4,25%, et organise un plébiscite sur le plan de transport rapide. L'emprunt était censé financer 25 kilomètres de voies, destiné en partie à enrayer le déclin démographique de la ville. Une publicité en faveur du projet disait « Tous les journaux de la ville sont pour le métro, et pratiquement toutes les entreprises ainsi que les syndicats ». Le 17 avril 1917, les citoyens de Cincinnati votent en faveur de l'emprunt, par 30 165 voix contre 14 286 . Cependant, l'entrée des États-Unis dans la première guerre mondiale 11 jours plus tôt arrête le projet, puisque toute levée de fonds ou emprunt était interdite pendant la guerre,,:45.

### Construction et échec du projet
En 1919, après la guerre, le coût du projet avait doublé:71, le faisant passer à 12 ou 13 millions de dollars . La ville commence cependant les travaux le 28 janvier 1920 à l'actuelle intersection de Walnut Street et Central Parkway, et la ville prévoit une nouvelle levée de fonds, étant donné la pénurie de matériaux de construction et un argent disponible insuffisant. La construction du métro fait craquer les fondations de certains bâtiments, provoquant le scepticisme des habitants face au projet. Après l'épuisement de l'argent en 1927, 11 km de voie avaient été construits, mais la voie n'avait pas été posée.

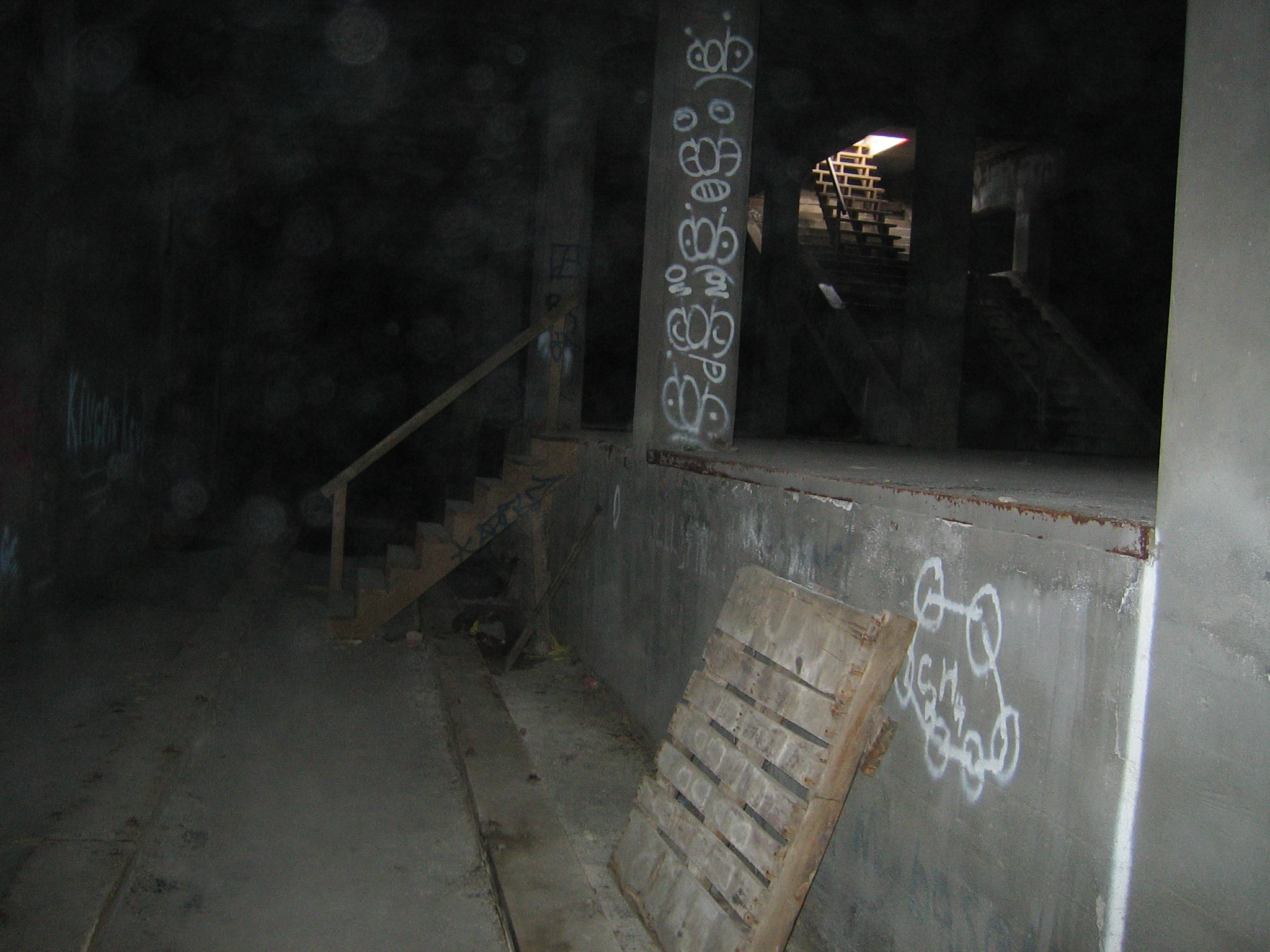
Entrée inachevée du métro.

De nouvelles estimations pour la poursuite du projet oscillaient entre 6 et 12 millions de dollars. La partie est du projet est abandonnée, pour des raisons financières. Le boulevard surmontant le métro, appelé Central Parkway est officiellement ouvert au trafic le 1er octobre 1928, puis est suivi par une semaine de célébrations publiques:47. Cependant, à la fin des années 1920, la prohibition affecte sévèrement l'économie locale, car les boissons alcoolisées étaient une source de revenus importante. Cependant, jusque dans les années 1926-1927 de nouveaux tunnels sont construits.
Quand l'échec du projet initial est devenu évident, les rivalités politiques empêchent la création d'un nouveau projet,,. Les journaux prennent position contre le métro, et, en janvier 1929 le maire dissout la commission chargée du projet. La crise de 1929 gèle tout projet de levée de fonds pour plusieurs années:81. Alors qu'en 1910 peu de gens possédaient une automobile, leur popularité croissante diminue la pertinence d'un métro, et le projet commence à être appelé l'« éléphant blanc de Cincinnati »:71, 81. Cependant, la construction était supposée recommencer à la fin de la crise, et de nombreux habitants espéraient que le métro soit finalement achevé.

### Tentatives de réhabilitation
De nombreux projets ont visé à terminer les tunnels, mais n'ont pas abouti. En 1936, la ville demande un rapport sur la meilleure façon d'utiliser les tunnels dans leur état actuel:82. À part la circulation d'un métro, aucun usage ne put être trouvé. Devant l'évolution des besoins de la ville en 20 ans, l'utilité d'un métro n'est pas assez importante pour justifier la reprise des travaux, et le rapport préconise son abandon:82. En 1939, on pensa à utiliser les tunnels pour la circulation routière, mais ils se sont avérés inadaptés:82. En 1940, la ville cherche des avis d'experts pour déterminer une fois pour toutes le sort des tunnels. L'idée d'un moyen de transports en commun sur rails, proche du métro, ressort, mais la ville a d'autres dépenses, et préfère ne pas s'engager.
Dans tous les cas, la Seconde Guerre mondiale interrompt le projet:82, 92. La ville est alors rationnée, et l'achèvement du métro n'est pas une priorité:82. Les tunnels devaient servir d'abri en cas d'attaque aérienne, ce qui n'eut jamais lieu:92. Le stockage de biens, civils ou militaires, est aussi proposé, mais est rejeté:92.

## Statut actuel
Le réseau de tunnels et de gares inachevés a été décrit comme « étonnamment bien conservé » et est globalement en bon état. Cela est dû en grande partie à la qualité de la construction initiale, mais aussi aux travaux d'entretien de la ville, rendus nécessaires par la présence du Central Parkway au-dessus des tunnels,,,. En 2008, on estime qu'il faudrait 2,6 millions de dollars pour simplement garder les tunnels en l'état, 19 millions pour les remblayer, et 100,5 millions pour les mettre en service. Déplacer les conduites d'eau coûterait 14 millions de dollars. En 2016, seules des conduites d'eau et des fibres optiques empruntent les tunnels du métro.
Certains spéléologues l'explorent, et des sans-abris s'en servent comme refuge.